# Furkan Şeker
Furkan Şeker (* 17. März 1992 in Göksun) ist ein türkischer Fußballspieler.

## Karriere

### Vereinskarriere
Şeker begann mit dem Vereinsfußball in der Jugend von Beşiktaş Istanbul und wurde hier 2010 mit einem Profivertrag versehen. Zur Saison 2010/11 wurde er vom neuen Trainer Bernd Schuster in das Saisonvorbereitungscamp mitgenommen. Während der Saison wurde er neben seiner Tätigkeit bei der Reservemannschaft immer wieder am Training der Profis beteiligt und in einigen Pokalbegegnungen sogar eingesetzt.
Zur Saison 2011/12 wurde er an den Zweitligisten Denizlispor ausgeliehen und spielte hier nahezu durchgängig als Stammspieler.
Zum Saisonende kehrte er zu Beşiktaş zurück und wurde vom neuen Trainer Samet Aybaba zum Saisonvorbereitungscamp mitgenommen und anschließend auf die Liste der Spieler gesetzt, die abgegeben werden sollten.
Am 24. August 2012 wurde sein Wechsel zum Zweitligisten Göztepe Izmir für eine Ablösesumme von 275.000 Türkische Lira bekanntgegeben.
Nachdem Göztepe zum Sommer 2013 in die TFF 2. Lig abgestiegen war, wechselte Şeker zum Zweitligisten Ankaraspor.
Im Februar 2015 wurde er an Denizlispor ausgeliehen und darauf die Saison fest verpflichtet.
Nach einer zweijährigen Zwischenstation bei Boluspor kehrte er zur Saison 2018/19 wieder zurück zu Denizlispor. Mit Denizlispor konnte er die Meisterschaft der TFF 1. Lig 2018/19 und den Aufstieg in die Süper Lig feiern.

### Nationalmannschaft
Şeker durchlief von der türkischen U-16 bis zur U-21 nahezu alle Jugendnationalmannschaften der Türkei.
Im Rahmen des Turniers von Toulon 2012 wurde Şeker im Mai 2012 für die zweite Auswahl der türkischen Nationalmannschaft nominiert. Die türkische A2 nominierte hierfür Spieler, die jünger als 23 Jahre waren, um die Altersbedingungen für das Turnier zu erfüllen. Die Mannschaft schaffte es bis ins Finale und unterlag dort der Auswahl Mexikos.

## Erfolge
Mit Denizlispor
- Meister der TFF 1. Lig und Aufstieg in die Süper Lig: 2018/19

Zweite Auswahl der türkischen Nationalmannschaft
- Vizemeister im Turnier von Toulon: 2012

Persönliche Auszeichnungen
- Mannschaft des Turniers bei der U-17-Europameisterschaft: 2009